# Liste der Kulturdenkmale in Zschöppichen
In der Liste der Kulturdenkmale in Zschöppichen sind die Kulturdenkmale des Mittweidaer Ortsteils Zschöppichen verzeichnet, die bis Juni 2023 vom Landesamt für Denkmalpflege Sachsen erfasst wurden (ohne archäologische Kulturdenkmale). Die Anmerkungen sind zu beachten.
Diese Aufzählung ist eine Teilmenge der Liste der Kulturdenkmale in Mittweida.

## Zschöppichen
| Bild                                    | Bezeichnung | Lage                                                | Datierung | Beschreibung | ID       |
| --------------------------------------- | --- | --------------------------------------------------- | --- | --- | -------- |
| Direkt Bild zu diesem Denkmal hochladen | Wohnstallhaus und Scheune eines Zweiseithofes | Zschöppichen 1 (Karte)                              | Vor 1800 (Scheune); bezeichnet mit 1850 (Wohnstallhaus)                                                                              | Landschaftstypische bäuerliche Wohn- und Wirtschaftsgebäude von baufgeschichtlicher Bedeutung. Gebäude im Erdgeschoss massiv, klassizistisches Portal im Erdgeschoss mit Jahreszahl „1850“, Fachwerk im Obergeschoss an sämtlichen Gebäudeteilen verschiefert, Backofen an Rückseite, Scheune verbrettert. | 09237645 |
| Direkt Bild zu diesem Denkmal hochladen | Westliches Wohnstallhaus und nördliche Scheune eines Dreiseithofes | Zschöppichen 2 (Karte)                              | Vor 1800 (Scheune); um 1825 (Wohnstallhaus)                                                                                          | Ehemals Richterhof, beide Gebäude in Fachwerkbauweise, bau- und ortsgeschichtlich von Bedeutung. - Wohnstallhaus: Erdgeschoss massiv mit barocker Bausubstanz, Fachwerk im Obergeschoss an Giebel verkleidet, Fenster zum Teil noch original, Störung im Eingangsbereich - Scheune: Fachwerk in Erdgeschoss und Obergeschoss teilweise verbrettert bzw. verschiefert, rückwärtige Traufseite massiv | 09237644 |
| Direkt Bild zu diesem Denkmal hochladen | Nördliches Wohnhaus und südliches Seitengebäude eines ehemaligen Vierseithofes | Zschöppichen 4 (Karte)                              | Um 1825 (Seitengebäude); bezeichnet mit 1895 (Wohnstallhaus)                                                                         | Wohnhaus stattlicher Putzbau mit Zwerchhaus, Seitengebäude Obergeschoss Fachwerk, baugeschichtlich von Bedeutung. - Wohnhaus: 1895 erbaut, Massivbau in Stilformen des Neoklassizismus, an Traufseite im Hof mächtiges Zwerchhaus mit Ziergiebel, Anbau an Hofinnenseite störend - Scheune: Erdgeschoss massiv, Fachwerk im Obergeschoss, Giebel verschiefert, Feldtraufseite verkleidet | 09237642 |
| Direkt Bild zu diesem Denkmal hochladen | Östliches Auszüglerhaus eines Vierseithofes | Zschöppichen 5 (Karte)                              | Um 1825 | Obergeschoss Fachwerk, bau- und sozialgeschichtlich von Bedeutung. Gebäude im Erdgeschoss massiv, Bruchsteinmauerwerk, Krüppelwalm, vermutlich mit älterer Bausubstanz, Störung: große Toreinfahrt. | 09237643 |
| Weitere Bilder                          | Rittergut Neusorge (Sachgesamtheit) | Zschöppichen 21a, 21b, 21c, 22, 23, 24, 24b (Karte) | 1745–1749 (Rittergut); um 1750 (Schafhof)                                                                                            | Sachgesamtheit Rittergut Neusorge mit folgenden Einzeldenkmalen: Schloss (Nr. 21a), Orangerie (Nr. 21b), Kapelle und Gerichtsgebäude (Nr. 21c), Wohn- und Wirtschaftshof mit Torhaus (Nr. 22) und weiteres Wirtschaftsgebäude (Nr. 23), Schlossgarten mit Terrassierungen, Stützmauern und Wasserbecken, Schlosspark und Obstgarten sowie Einfriedung und Tore (siehe 09300256), außerdem ehemalige Schäferei (Nr. 24, 24b) als Sachgesamtheitsteil; kulturhistorisch und baugeschichtlich bedeutsamer Rittergutskomplex in seltener Vollständigkeit. - Sachgesamtheitsteile: - Dorfstraße 15, 16, ehemalige Brauerei: heutige Nutzung Wohnhaus, außerhalb des Rittergutsparkes befindliches Gebäude, Massivbau verputzt, nachträgliche entstellende Kunststoffverkleidung, äußere Erscheinungsbild beeinträchtigt - Dorfstraße 21, 22, 23: Einfriedung - Dorfstraße 24, ehemaliger Schafhof: Vierseithof mit Wohn- und Wirtschaftsgebäuden, Wohnhaus – Putzbau mit Krüppelwalmdach, im äußeren Erscheinungsbild verändert, zwei Stallgebäude in relativ gutem Originalzustand, ein Wirtschaftsgebäude zum Zeitpunkt der Erfassung ohne Dach - Dorfstraße 25, Gutsscheune (Abbruch vor 2014): vor der Schlossanlage an der Straße stehend, Massivbau Bruchsteinmauerwerk, Giebelseiten in Fachwerk verbrettert, äußere Erscheinungsbild durch Anbauten beeinträchtigt, schlechter Erhaltungszustand (2005) - Obstgarten: westlich der Wirtschaftsgebäude, bereits auf dem Meilenblatt von 1790 erkennbar, heute als Obstwiese bewirtschaftet Alle anderen Gebäude sind in ihrem Charakter erheblich gestört. - Gartenteile: - Wohnhof: nördlich des Schlosses, von Torhaus, Wohngebäuden, Gerichtsgebäude und Kapelle umschlossener Hof mit erhaltenem Hofpflaster, vier geschnittene Hainbuchen (Carpinus betulus) grenzen den repräsentativen schlossnahen Bereich optisch ab - Schlossgarten: Anlage der Rokokozeit, vermutlich mit dem Wiederaufbau des Schlosses im 18. Jahrhundert entstanden (Gestaltung der Rokokozeit: siehe Meilenblatt von 1790, SLUB, Kartensammlung) - Erschließung: - Zugänge: Hauptzufahrt von Norden durch das Torhaus über den Wohnhof zu Schloss (Straße führt genau auf das Torhaus zu), zweite repräsentative Hauptzufahrt südlich der Orangerie mit aufwendig gestaltetem Tor im Westen sowie Pendant im Osten als Abschluss der Achse - Wegesystem: - Wegeachse von Westen nach Osten südlich der Orangerie und nördlich des Schlosses (noch vorhanden) - Wegeachse von Westen nach Osten südlich der Parterre-Anlagen (nicht mehr vorhanden) - Wegeachse von Norden nach Süden westlich der Wirtschaftsgebäude und der Orangerie (heute nur noch in Resten vorhanden) - Wegeachse vom Gartensaal des Schlosses (Westzugang) auf der Gartenseite nach Süden (vermutlich in Resten noch vorhanden) - vier verschiedene Terrassen: - auf der obersten Terrasse befindet sich das Schloss und die Orangerie sowie die südlich der Orangerie von Westen nach Osten verlaufende Hauptzufahrt, die Höhendifferenz wird durch eine südlich gelegene Mauer abgefangen, deren Balustrade erhalten ist - südlich schließt sich eine tiefer gelegene Terrasse an, die durch den West-Zugang vom Schloss aus begangen werden kann und den Blick über den tiefer gelegenen Garten bietet - südlich der Orangerie befand sich ursprünglich ein Parterre, die begrenzende Balustrade ist nur noch in Resten vorhanden, die an den Eckpunkten platzierten Vasen sind verschwunden, Verbindung zur nächsttieferen Terrasse durch in zwei Armen entlang der Terrassenmauer führende Rampen in der vom West-Zugang nach Süden verlaufenden Haupt-Achse, die nächsttiefer gelegene Terrasse besaß zwei Parterre, in der Haupt-Achse befand sich ursprünglich eine Allee, Verbindung zur nächsttieferen Terrasse wie oben, - auf der untersten Terrasse befindet sich als Zielpunkt der Haupt-Achse ein bereits auf dem Meilenblatt von 1790 erkennbares Wasserbecken, unterhalb der Stützmauer befand sich in einer Wandnische ein Brunnen, dessen Verbleib nicht bekannt ist (siehe KOCH, Hugo: S. 234), hier befanden sich auch die Standsteinskulpturen der vier Jahreszeiten von Johann Gottfried Knöffler (1945 im Dresdner Altertumsmuseum vernichtet), der gesamte Parterre-Bereich wurde ursprünglich von Baumreihen gerahmt, südlich des Parterre-Bereiches schloss sich das Boskett an, westlich des Parterre-Bereiches befand sich der ehemalige Nutzgarten, der jedoch landschaftlich überprägt wurde (Schlosspark) - Schlosspark: landschaftliche Umgestaltung des ehemaligen Nutzgartens, vermutlich aus dem 19. Jahrhundert, Teich im Nordwesten des Schlossparks ist bereits auf dem Meilenblatt von 1790 in Form eines Wasserbeckens erkennbar, heute landschaftlich gestaltet, durch die Errichtung der Schule erheblich gestört | 09237636 |
| Weitere Bilder                          | Schloss (Nr. 21a), Orangerie (Nr. 21b), Kapelle und Gerichtsgebäude (Nr. 21c), Wohn- und Wirtschaftshof mit Torhaus (Nr. 22) und weiteres Wirtschaftsgebäude (Nr. 23), Schlossgarten mit Terrassierungen, Stützmauern und Wasserbecken, Schlosspark und Obstgarten sowie Einfriedung und Tore (Einzeldenkmale der Sachgesamtheit 09237636) | Zschöppichen 21a, 21b, 21c, 22, 23 (Karte)          | 1745–1786 (Schloss); 2. Hälfte 18. Jahrhundert (Rokokogarten); 2. Hälfte 19. Jahrhundert, landschaftliche Umgestaltung (Schlosspark) | Einzeldenkmale der Sachgesamtheit Rittergut Neusorge; geschlossen erhaltener Gebäudekomplex von baukünstlerischer, baugeschichtlicher und ortsgeschichtlicher Bedeutung. Schlossanlage mit zwei Flügelbauten, an Stelle eines durch Brand vernichteten Renaissanceschlosses erbaut. Zur Anlage gehören auch der vorgelagerte Wirtschaftshof und die anschließende Orangerie, die in sehr gutem Originalzustand überliefert sind. Zur Anlage gehört ein großer Gutspark, der allerdings Störungen aufweist. Geschichte: 1350 erstmalige urkundliche Erwähnung, Rittergut im Besitz von Hugo von Wolkenburg, später im Besitz derer von Stockhausen und von Schönberg, um 1500 Bezeichnung Neusorge für Gut und Schloss, 1609 Übergang in den Besitz des Kurfürsten Johann Georg I., 1689 im Besitz derer von Arnim, 1745 Zerstörung des Renaissanceschlosses durch Blitzschlag und Feuer, 1745–86 Wiederaufbau durch Friedrich August Krubsacius im Barockstil unter Karl Siegismund von Arnim, 1924–31 und 1945–2004 Nutzung als Kinderheim, seit 2004 Leerstand. | 09300256 |
| Direkt Bild zu diesem Denkmal hochladen | Wohnstallhaus und Scheune eines Neusiedlerhofes | Zschöppichen 28 (Karte)                             | Um 1930 | Bau- und ortsgeschichtlich von Bedeutung. - Wohnstallhaus: Putzbau, steiles Satteldach, Heuaufzug, Anpassung der Proportionen an barocke Rittergutshäuser - Scheune: verbrettert | 09237374 |

## Ehemaliges Denkmal
| Bild                                    | Bezeichnung              | Lage                   | Datierung | Beschreibung | ID       |
| --------------------------------------- | ------------------------ | ---------------------- | --------- | --- | -------- |
| Direkt Bild zu diesem Denkmal hochladen | Ehemaliges Wohnstallhaus | Zschöppichen 9 (Karte) | Um 1825   | Obergeschoss Fachwerk, baugeschichtlich von Bedeutung. Gebäude in offener Bebauung, Erdgeschoss massiv, Fachwerk im Obergeschoss verputzt, Giebel mit Schiefer verkleidet, Fenster zum Teil noch original. Zwischen 2001 und 2009 abgerissen. | 09237641 |

## Tabellenlegende
- Bild: Bild des Kulturdenkmals, ggf. zusätzlich mit einem Link zu weiteren Fotos des Kulturdenkmals im Medienarchiv Wikimedia Commons. Wenn man auf das Kamerasymbol klickt, können Fotos zu Kulturdenkmalen aus dieser Liste hochgeladen werden:
- Bezeichnung: Denkmalgeschützte Objekte und ggf. Bauwerksname des Kulturdenkmals
- Lage: Straßenname und Hausnummer oder Flurstücknummer des Kulturdenkmals. Die Grundsortierung der Liste erfolgt nach dieser Adresse. Der Link (Karte) führt zu verschiedenen Kartendiensten mit der Position des Kulturdenkmals. Fehlt dieser Link, wurden die Koordinaten noch nicht eingetragen. Sind diese bekannt, können sie über ein Tool mit einer Kartenansicht einfach nachgetragen werden. In dieser Kartenansicht sind Kulturdenkmale ohne Koordinaten mit einem roten bzw. orangen Marker dargestellt und können durch Verschieben auf die richtige Position in der Karte mit Koordinaten versehen werden. Kulturdenkmale ohne Bild sind an einem blauen bzw. roten Marker erkennbar.
- Datierung: Baubeginn, Fertigstellung, Datum der Erstnennung oder grobe zeitliche Einordnung entsprechend des Eintrags in der sächsischen Denkmaldatenbank
- Beschreibung: Kurzcharakteristik des Kulturdenkmals entsprechend des Eintrags in der sächsischen Denkmaldatenbank, ggf. ergänzt durch die dort nur selten veröffentlichten Erfassungstexte oder zusätzliche Informationen
- ID: Vom Landesamt für Denkmalpflege Sachsen vergebene, das Kulturdenkmal eindeutig identifizierende Objekt-Nummer. Der Link führt zum PDF-Denkmaldokument des Landesamtes für Denkmalpflege Sachsen. Bei ehemaligen Kulturdenkmalen können die Objektnummern unbekannt sein und deshalb fehlen bzw. die Links von aus der Datenbank entfernten Objektnummern ins Leere führen. Ein ggf. vorhandenes Icon  führt zu den Angaben des Kulturdenkmals bei Wikidata.